# 新井亮司
新井 亮司（あらい りょうじ、1981年5月20日 - ）は、群馬県藤岡市出身の元プロ野球選手（内野手）。

## 経歴
埼玉県立児玉高等学校時代は通算44本塁打を放ち、「上州のタブチ君」と呼ばれた。3年夏の県大会では開会式後の開幕戦で本塁打を放つが、雨天ノーゲームとなる。群馬県の鬼石町（当時）出身で県境であったため、高校までは1時間半をかけて自転車通学していた。1999年のドラフト会議で阪神タイガースから4位指名を受けて入団。
入団時は、捕手だったが打撃を活かして内野手にコンバートされた。
パンチの効いたバッティングが注目され、「和製大砲」「田淵二世」として期待されたが、2004年に戦力外通告を受け現役引退。当たれば飛ぶが、当たる確率が低すぎると言われた粗い打撃が最後まで改善されず、結局1軍では1試合も出場できずに終わった。
現在は会社員。伊丹市三光運輸所属。

## 詳細情報

### 年度別打撃成績
- 一軍公式戦出場なし

### 背番号
- 46 （2000年 - 2004年）